# Heerlijkheid Rhade

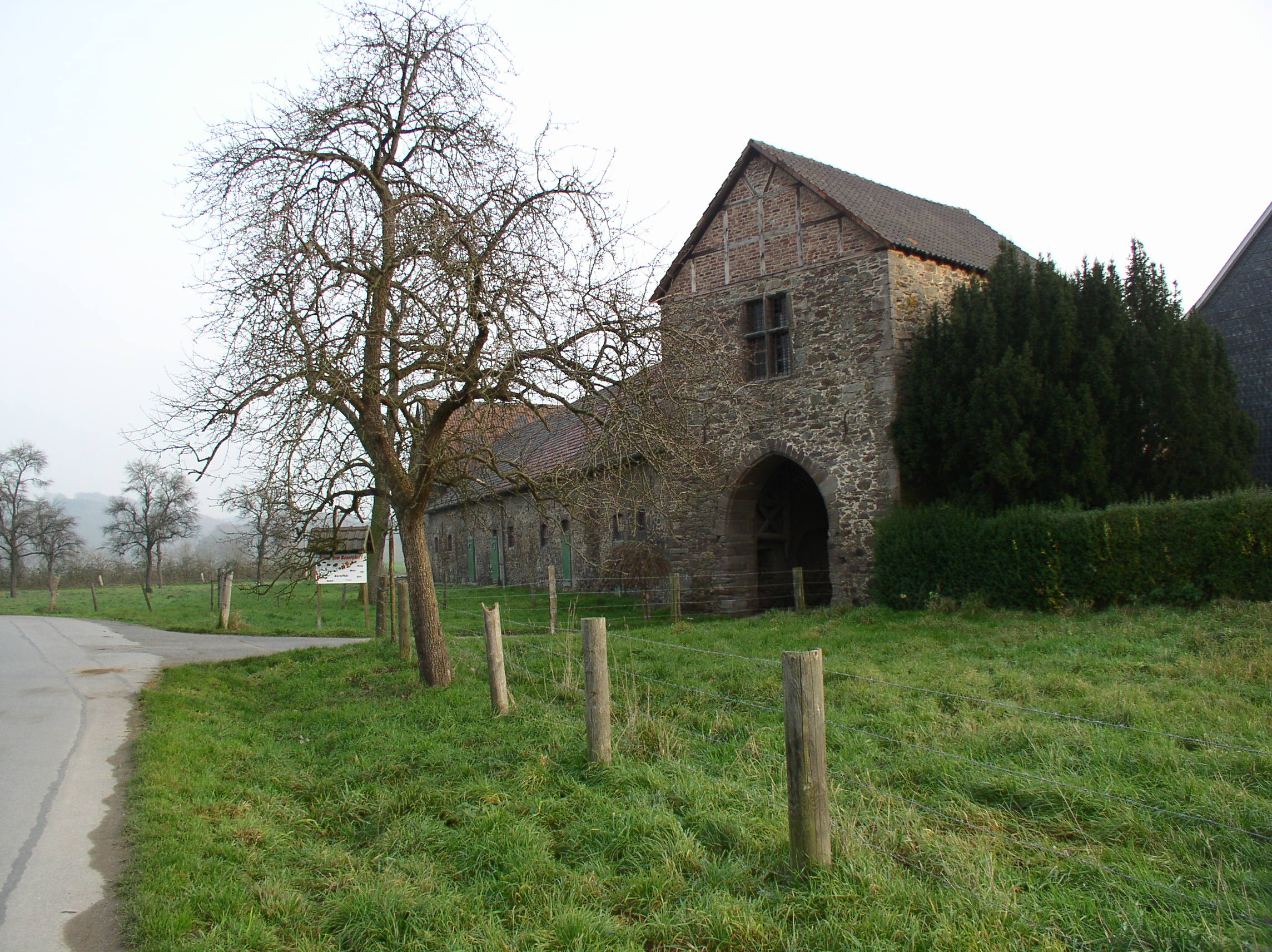
Haus Nesselrath (2002)

Rhade, ook genoemd Rode of Rath, was een heerlijkheid binnen het Heilige Roomse Rijk. De heerlijkheid behoorde niet tot een kreits.
Rhade was gelegen bij de rijksheerlijkheid Mechernich. In 1478 erfde Willem van Nesselrode door zijn huwelijk met Eliabeth van Birgel de heerlijkheid. Sindsdien is de halve heerlijkheid Mechernich met Rhade verbonden. Door het huwelijk van Willems dochter Sibylle Sophie van Nesselrode (1490-1571) in 1511 met Godhard Kettler (ca. 1480-1556) kwam de heerlijkheid in handen van het geslacht Kettler.
De heerlijkheid werd in 1795 ingelijfd door Frankrijk. Het Congres van Wenen voegde de voormalige heerlijkheid bij het koninkrijk Pruisen.
De informatie in Köbler over Rhade wordt niet ondersteund door andere bronnen (waaronder de historische atlassen) en moet volledig onjuist zijn.